# Maeandrogonaria undilineata
Maeandrogonaria undilineata är en fjärilsart som beskrevs av Butler 1883. Maeandrogonaria undilineata ingår i släktet Maeandrogonaria och familjen mätare. Inga underarter finns listade i Catalogue of Life.